# Hasse Hansson (ishockeyspelare)
Hans "Hasse" Hansson, född 26 november 1949, är en svensk tidigare ishockeyspelare som spelade 17 säsonger för Mora IK, hela tiden med nummer 17 på tröjan. 

Han debuterade säsongen 1967/1968 och spelade sin sista säsong för IK Mora 1983/1984. Hansson spelade 487 tävlingsmatcher för IK Mora och gjorde på dessa 388 mål. Han startade sin karriär i Morgårdshammars IF innan Mora IK i Division I, Sveriges dåtida högstadivision i ishockey, fick upp ögonen för honom. Han spelade dessutom 25 A-landskamper för Sverige, där han bland annat fick representera Sverige i ishockeyturneringen vid olympiska vinterspelen 1972 i Sapporo i Japan. Han gjorde även den klassiska 3-3-kvitteringen mot Team Canada i 4-4-matchen 1972 på Hovet, som sedermera blev brytpunkten för den svenska hockeyexporten till NHL.

## Källhänvisningar
1. 1 2  ”Hans Hansson”. Eliteprospects.com. https://www.eliteprospects.com/player/21474/hans-hansson. Läst 30 september 2019.
2. ↑  Ronnie Rönnkvist (2 april 2017). ”En av Moras största – Old School Hockey Hasse Hansson”. https://www.hockeysverige.se/2017/04/02/en-av-moras-storsta-old-school-hockey-hasse-hansson. Läst 30 september 2019.